# Riu Sotla
El riu Sotla (en croat Sutla) és un riu europeu que passa per Eslovènia i Croàcia, la majoria del seu trajecte resseguint la línia de la frontera. És un afluent del riu Sava.